# Colégio Estadual General Osório
O Colégio Estadual General Osório – Ensino Fundamental e Médio é uma escola pública brasileira, localizada no bairro Uvaranas, no município de Ponta Grossa, Paraná.
O Colégio conta com cinco blocos com salas de aula.